# خواکین ماتالیا
خواکین ماتالیا (انگلیسی: Joaquín Mattalia؛ زادهٔ ۲۶ آوریل ۱۹۹۲) بازیکن فوتبال اهل آرژانتین است.